# Victaulic

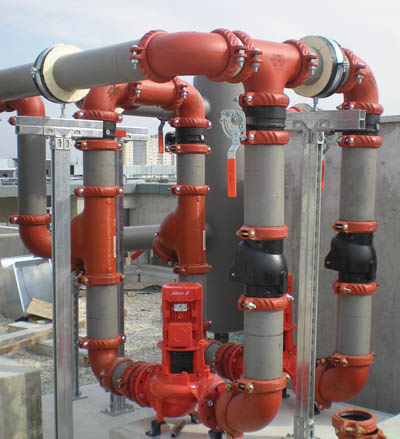
Rohrkupplungen des Victaulic-Systems

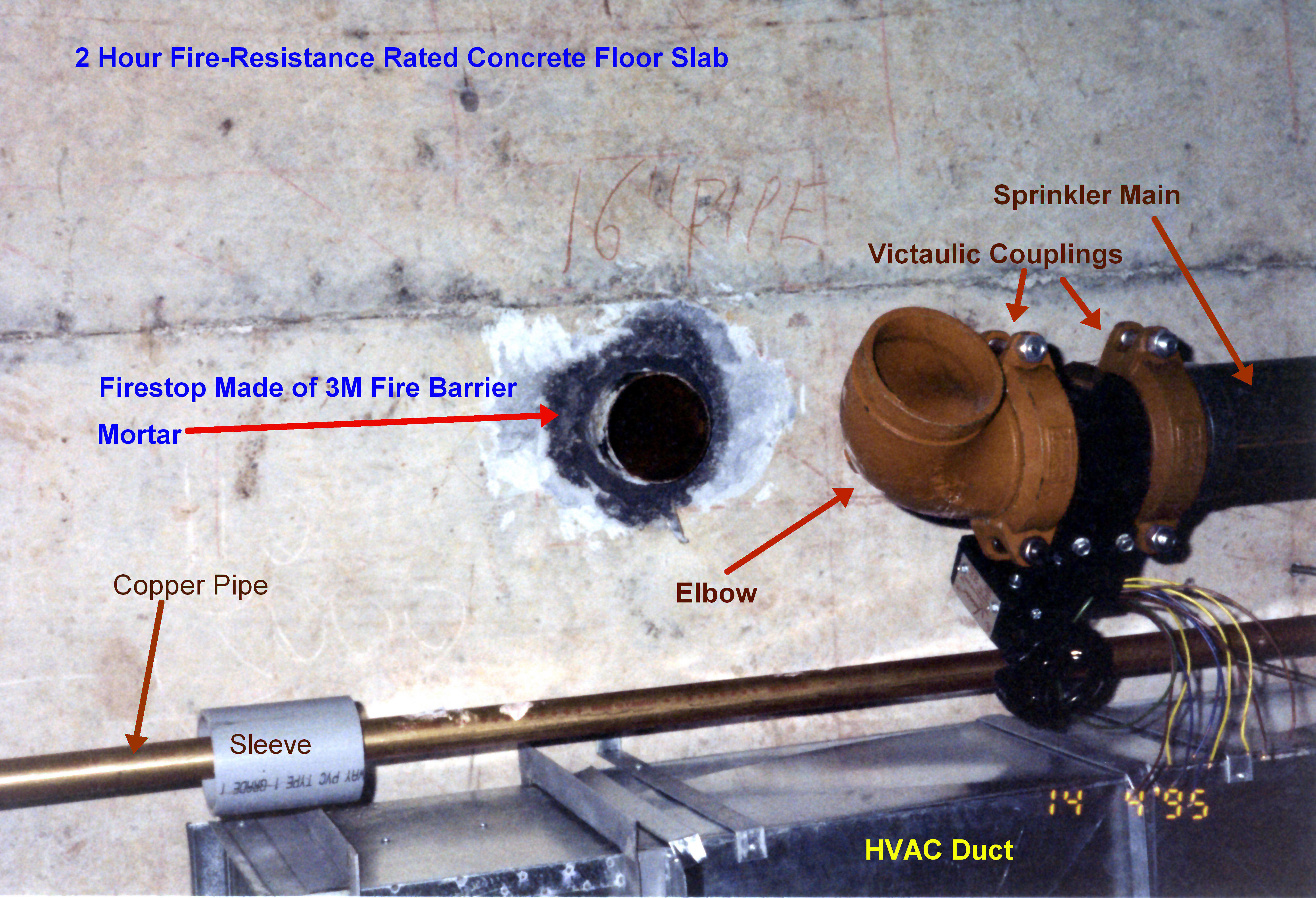
Victaulic Rohrkupplungen rechts im Bild, als Teil einer Sprinkleranlage in Kanada.

Victaulic, gegründet 1925 in New York, ist ein Hersteller von genuteten Rohrkupplungssystemen.

## Der Konzern
Zum Victaulic-Konzern gehören Firmen in den USA, Kanada, Asien-Pazifik, Lateinamerika, Europa und im Nahen Osten. Büros, Produktionsstätten und Vertriebszentren sind weltweit verteilt. Nach eigenen Angaben beschäftigt der Konzern weltweit mehr als 3.900 Mitarbeiter.
Die Konzernzentrale befindet sich in Easton, Pennsylvania. Dort betreibt Victaulic auch eine Gießerei. Weitere Produktionsstätten liegen in Allentown, Pennsylvania und Alburtis, Pennsylvania.
Eine Verzinkerei liegt in New Village, New Jersey und in der Produktionsstätte in Leland, North Carolina werden Produkte der Presstechnik hergestellt.
Die Europazentrale liegt in Nazareth in Belgien und ein Warenverteilzentrum in Spanien.
Das im Oktober 2007 eröffnete German Logistics Center mit Showroom und Schulungszentrum liegt in Weiterstadt bei Darmstadt.

## Genutete Rohrverbindungen
Im „Victaulic-System“ werden mittels Rohrkupplungen genutete Stahlrohre, Edelstahlrohre und Kupferrohre – bei Verzicht auf herkömmliche Rohrverbindungsmethoden wie Schweißen, Gewindeschneiden und Flanschen – schnell, einfach und ohne Brandgefahr miteinander verbunden.
Für das Standardmaterial für Heizungs- und Kälterohre gibt die Firma Victaulic einen Betriebsdruck von 50 bar an.
Die Victaulic-Hochdruckserie „ES“ erreicht Betriebsdrücke jenseits der 100 bar und kann komplett auf Schweißarbeiten am Rohrsystem verzichten.
Der Temperatureinsatzbereich der Standardkupplung für Stahlrohre Typ 107 bewegt sich zwischen −34 °C und +121 °C.
Die Firma Victaulic fertigt – nach eigenen Angaben – alle Bestandteile ihrer Produkte zur Qualitätsüberwachung  in eigenen Werkstätten.
Ein vergleichbares System genuteter Rohrverbindungen wird vom amerikanischen Unternehmen Grinnell Mechanical Products angeboten.